# Moissonneuse de Muller
La Moissonneuse de Muller ou Paysanne à la gerbe est une courte série de six timbres français d'usage courant.

## Histoire
En 1954 la Moissonneuse de Muller est d'abord conçue comme un timbre préoblitéré. Au 1er juillet 1957 les tarifs postaux sont modifiés et le type de la Moissonneuse est repris : les timbres servent à l'affranchissement des imprimés.

## Description
Le timbre, dont le dessin est parfois qualifié d'« archaïsant », représente une jeune femme coifée d'un foulard et portant une gerbe de blé, allégorie de la France rurale des années 1950.
Avec la mise en place du nouveau franc le 1er janvier 1960, il est décidé de ne plus faire figurer le symbole monétaire sur les timbres, dont la valeur faciale est systématiquement exprimée en francs. Par simple effet de conversion, les traifs postaux n'étant pas modifiés, le timbre à 10 F devient un timbre à 0,10 [F]. Les timbres en anciens francs restent utilisables, mais leur pouvoir d'affranchissement n'est plus que le centième de leur valeur faciale.
Les timbres sont dessinés par Louis Muller et gravés par Jules Piel. Ils mesurent 20 × 24 mm et sont dentelés 20 x 24 mm. Ils sont imprimés en typographie rotative par feuilles de 100.
| Valeur faciale | Couleur      | Émission   | Retrait    | Remarques            |
| -------------- | ------------ | ---------- | ---------- | -------------------- |
| 6 F            | bistre-rouge | 03/07/1957 | 11/04/1959 | tirage : 390 910 016 |
| 12 F           | lilas-rose   | 03/07/1957 | 11/04/1959 | tirage : 148 980 000 |
| 10 F           | vert         | 12/01/1959 | 18/02/1962 | tirage : 303 740 000 |
| 0,10 [F]       | vert         | 02/01/1960 | 20/04/1963 | tirage : 890 000 000 |
| 4 F            | bleu-vert    | 02/02/1954 | 03/08/1957 | préoblitéré          |
| 8 F            | rouge-brun   | 02/02/1954 | 03/08/1957 | préoblitéré          |

Les deux timbres préoblitérés ne sont pas émis sans la surcharge qu'ils portent ; leurs volumes de tirage ne sont pas connus.